# کتابخانه بین‌المللی چین
کتابخانه بین‌المللی چین (نام اصلی به فرانسوی: Bibliothèque Sino-Internationale یا BSI simplified Chinese) یک کتابخانه و آژانس فرهنگی چینی بود که از سال ۱۹۳۲ تا ۱۹۵۰ در ژنو، سوئیس و از سال ۱۹۵۱ تا ۱۹۹۳ در مونته ویدئو، اروگوئه فعال بود.

## مؤسسه
BSI که به‌طور رسمی یک انجمن خصوصی بود، توسط افرادی تأمین می‌شد که کمیته‌ای متشکل از اعضای مؤسس (به فرانسوی: Comité des Membres Fondateurs) را تشکیل می‌دادند که مقر آن در ژنو بود و اساسنامه آن بر اساس قوانین سوئیس تأسیس شده بود. این مؤسسه با تصمیم یوان اجرایی توسط دولت نانجینگ به رسمیت شناخته شد و یارانه پرداخت کرد.

## اماکن

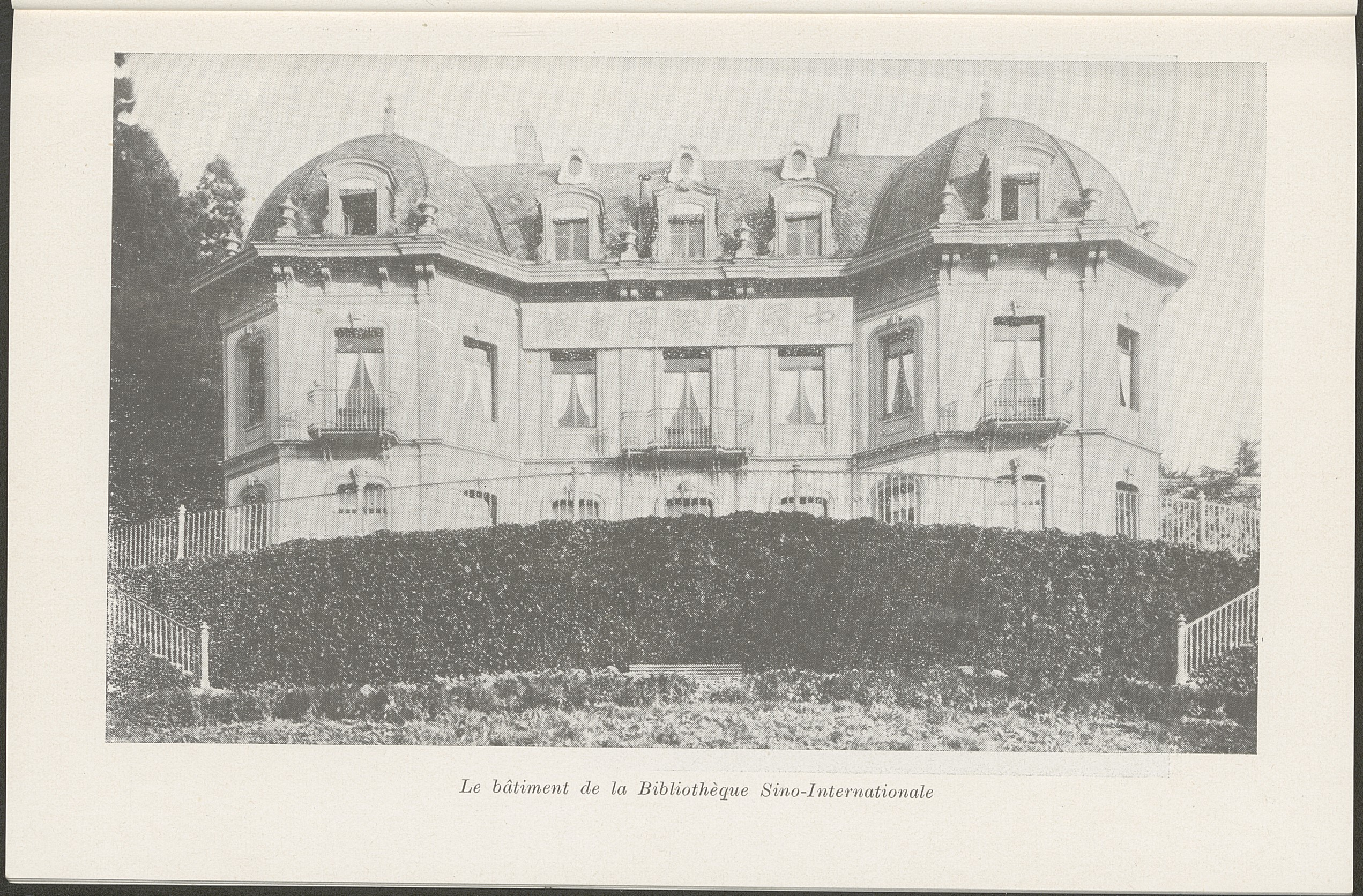
BSI در قلعه مونتالگره، ۱۹۳۶.

BSI در ژنو سه آدرس متوالی داشت: ابتدا در مرکز شهر، در مسیر فلوریسانت پنجم قرار داشت، در سپتامبر ۱۹۳۴ به قلعه مونتالگره در شهرداری همسایه کلنی منتقل شد. سپس در اکتبر ۱۹۳۷ دوباره به غرفه پاله ویلسون منتقل شد.

## سرنوشت
در مارس ۱۹۹۳، نامه ای از طرف چه کیایی چو خواستار بازگرداندن سهام BSI شد. پس از مذاکره، هسته کتابخانه، شامل تمام کتاب‌های چینی باستانی، به تایوان منتقل شد. این مجموعه‌ها اکنون در کتابخانه مرکزی ملی در تایپه ادغام شده‌اند. چند مورد، از جمله برخی اسناد بایگانی در مورد BSI، در اتاق مواد ویژه Biblioteca Nacional de Uruguay باقی مانده است.